# Поклад Ігор Дмитрович
І́гор Дми́трович По́клад (10 грудня 1941, Фрунзе, Киргизька РСР — 9 липня 2025, Ворзель, Бучанський район, Київська область, Україна) — український композитор та опермейстер. Лауреат Шевченківської премії (1986). Заслужений діяч мистецтв УРСР (1989). Народний артист України (1997). Герой України (2021). Національна легенда України (2024). Член НСКУ.

## Життєпис
Народився в Фрунзе (тепер Бішкек, Киргизстан) у родині кадрового військового в евакуації. Після закінчення II СВ родина повернулася до УРСР, де в 1957 році Ігор закінчив СШ № 4 в Тернополі та одночасно — семирічну музичну школу по класу фортепіано. У тому ж 1957 розпочав навчання на історико-теоретичному відділенні КІМ ім. Глієра. Після третього курсу Поклад перевівся на композиторський факультет Київської консерваторії, клас професора А. Я. Штогаренка, яку закінчив в 1967 році.
Ще навчаючись в училищі та працюючи там само концертмейстером, робить перші серйозні кроки у творчості — вже перша пісня, написана ним у співавторстві з Борисом Олійником «Пісня не заблукає», виконана Костянтином Огнєвим, стає популярною.
1966 року до Поклада звертаються чиновники мінкульту з пропозицією організувати дівочий співочий колектив. Ігор Поклад створює унікальний на ті часи проєкт — вокально-інструментальний ансамбль «Мрія». Вже за перший рік свого існування колектив входить у всесоюзну гастрольну мережу. За кілька років «Мрія» стає лауреатом Всесоюзного конкурсу артистів естради, поряд з легендарними на той час «Піснярами». 1968 року Поклад вимушений припинити керування колективом через відбуття до лав Радянської армії. В армії познайомився з поетом-початківцем, згодом метром української пісні, Юрієм Рибчинським. Разом вони створили кілька знаменитих хітів і стали широковідомими.
За нових часів амбіційні творчі проєкти за браком засобів довелося згорнути. У 2014 році переніс кілька складних операцій. Певний час співпрацював з Академічним ансамблем пісні та танцю ДПСУ. У 2022 пережив російську окупацію, був евакуйований серед багатьох інших мешканців Ворзеля.
Помер вночі проти 9 липня 2025 року у віці 83 років вдома у Ворзелі. Прощання з композитором відбулось 11 липня в Національній філармонії України, похований біля могили матері на Берковецькому кладовищі в Києві.

## Театральна творчість
1973 року Ігор Дмитрович вирішив спробувати свої сили в театрі, він погоджується на пропозицію розпочати роботу над продовженням музичної п'єси «Весілля в Малинівці». З готовим твором він та Рибчинський прибули до Одеського театру оперети. Рішення про постанову версії Поклада було прийнято одноголосно і практично миттєво.
Наступною роботою опермейстера стала «Конотопська відьма», драматург Богдан Жолдак, написана в 1982 році ця оперета й досі не сходить зі сцен українських театрів. За словами театральних критиків ця п'єса вже давно стала класикою жанру. Усього за кілька років з'явилося ще півтора десятка мюзиклів.

## У кінематографі
У пошуках нових вражень Поклад займався у галузі кінематографу, розпочавши співпрацю з режисером Леонідом Биковим та написавши музику до одного з його фільмів «Де ви, лицарі?». Загалом композитор працював у більш ніж 40-ка художніх фільмах. Найприкрішою своєю помилкою Ігор Дмитрович вважав відмову від роботи у фільмі «В бій ідуть тільки „старики“». Також перу композитора належить музика до класичних мультиплікаційних стрічок «Як козаки…» та «Енеїда».

## Твори
Сценічні твори
- музична комедія «Друге весілля в Малинівці» (Київ, 1974);
- мюзикли «Конотопська відьма» (лібр. Жолдака, 1982)
- «Серце моє з тобою» (лібр. Д. Шевцова, 1983)
- «Різдвяна ніч» (за М. Гоголем, 1987)
- «Засватана — невінчана», (за І. Карпенко-Карим)
- «Чмир» (за М. Кропивницьким)
- Рок-опера «Ірод» (п'єса Олександра Вратарьова, 2013)

для симфонічного оркестру
- Скерцо (1962),
- Симфонія (1970);

для струнного оркестру
- Варіації на тему української народної пісні «Не співайте, півні» (1963);

для хору
- Сюїта (сл. А. Суркова, 1969),

пісні (понад 150), у тому числі
| - - Кохана (сл. І. Бараха, 1963), - на слова Ю. Рибчинського: - Очі на піску (1968), - Зелен-клен (1968), - Два крила (1968), - Чарівна скрипка (1969), - Тиха вода (1969), - Дикі гуси (1970), - Хіба можна (1976), - на слова Б. Олійника - Пісня про матір (1977), - Ти комуніст! (1977), - Пісня не загубиться (1977), | - на слова М. Ткача - Не питай мене (1977), - Моя Україна - на слова В. Герасимова - Світанкові роки - Добре світло (1977) - інші - Червона косинка (сл. Д. Луценко, 1977), - Гойдалка (сл. А. Вратарева, 1977), |

## Музика до фільмів
- 1971 — «Де ви, лицарі?» (реж. Леонід Биков)
- 1973 — «Коли людина посміхнулась» (реж. Борис Івченко)
- 1973 — «Як козаки наречених визволяли» (мультфільм, реж. Володимир Дахно)
- 1977 — «Весь світ в очах твоїх…» (реж. Станіслав Клименко, Іван Симоненко)
- 1977 — «Завтра вистава» (фільм-концерт про майстрів цирку України)
- 1979 — «Як козаки мушкетерам допомагали» (мультфільм, реж. Володимир Дахно)
- 1979 — «Дударики» (реж. Станіслав Клименко)
- 1980 — «Парасолька в цирку» (мультфільм, реж. Володимир Дахно)
- 1980 — «Пора літніх гроз» (реж. Анатолій Буковський)
- 1980 — «Сонценятко, Андрійко і темрява» (мультфільм, реж. Леонід Зарубін)
- 1981 — «Останній гейм» (реж. Юлій Слупський)
- 1981 — «Сімейний марафон» (мультфільм, реж. Володимир Дахно)
- 1981 — «Право керувати» (реж. Михайло Терещенко)
- 1982 — «Зоряне відрядження» (реж. Борис Івченко)
- 1982 — «Подолання» (реж. Микола Літус, Іван Симоненко)
- 1982 — «Знайди свій дім» (реж. Юрій Тупицький)
- 1983 — «Довге відлуння» (реж. Альфред Шестопалов)
- 1984 — «Як козаки на весіллі гуляли» (мультфільм, реж. Володимир Дахно)
- 1987 — «Конотопська відьма» (фільм-спектакль, реж. Ігор Афанасьєв, В'ячеслав Бунь)
- 1987 — «Суд в Єршовці» (реж. Василь Ілляшенко)
- 1988 — «Робота над помилками» (реж. Андрій Бенкендорф)
- 1990 — «Балаган» (реж. Андрій Бенкендорф)
- 1990 — «Увійди в кожен будинок» (реж. Василь Ілляшенко)
- 1990 — «Тепла мозаїка ретро і ледь-ледь…» (реж. Микола Олялін)
- 1991 — «Два кроки до тиші» (реж. Юрій Тупицький)
- 1991 — «Енеїда» (мультфільм, реж. Володимир Дахно)
- 1991 — «Снайпер» (реж. Андрій Бенкендорф)
- 1992 — «Обітниця» (реж. Василь Ілляшенко)
- 1994 — «Притча про світлицю» (реж. Василь Ілляшенко)
- 1995 — «Москаль-чарівник» (реж. Микола Засєєв-Руденко)
- 1995 — «Як козаки у хокей грали» (мультфільм)
- 2000 — «Чорна рада» (мінісеріал)
- 2000 — «Зерно» (мультфільм, реж. Олександр Гуньковський)
- 2004 — «Легенда про Кощія, або У пошуках тридесятого царства» (т/ф, 4 с, реж. Валерій Ткачов)
- 2006 — «Таємниця „Святого Патрика“» (реж. Андрій Бенкендорф)
- 2007 — «Ялинка, кролик і папуга» (реж. Андрій Бенкендорф)
- 2007 — «Вітчим» (реж. Андрій Бенкендорф)
- 2007 — «Сповідь Дон Жуана» (реж. Андрій Бенкендорф)
- 2007 — «Запорожець за Дунаєм» (реж. Микола Засєєв-Руденко, Оксана Ковальова)
- 2012 — «Менти. Секрети великого міста» (т/с, реж. В'ячеслав Криштофович)

## Нагороди
- Національна легенда України (21 серпня 2024) — за визначні особисті заслуги у становленні незалежної України і зміцненні її державності, захисті Вітчизни та служінні Українському народові, вагомий внесок у розвиток національного мистецтва, спорту, охорони здоров'я, плідну благодійну та громадську діяльність[2].
- Звання Герой України з врученням ордена Держави (9 грудня 2021) — за визначні особисті заслуги у розвитку національного музичного мистецтва, високу професійну майстерність та багаторічну плідну творчу діяльність[11]
- Орден князя Ярослава Мудрого V ст. (21 січня 2017) — за значний особистий внесок у державне будівництво, соціально-економічний, науково-технічний, культурно-освітній розвиток Української держави, справу консолідації українського суспільства, багаторічну сумлінну працю[12]
- 2017 — спеціальна премія «Людина року 2016» ім. М. Вороніна «За високий стиль життя»
- Орден «За заслуги» II ст. (10 грудня 2011) — за значний особистий внесок у розвиток вітчизняного музичного мистецтва, багаторічну плідну творчу діяльність та високу професійну майстерність[13]
- Народний артист України (22 жовтня 1997) — за вагомий особистий внесок у розвиток національної культури та мистецтва, високий професіоналізм[14]
- Заслужений діяч мистецтв УРСР (1989)
- 1986 — Шевченківська премія за повнометражні документальні фільми «Командарми індустрії», «Головуючий корпус», «Стратеги науки»[15]
- 1978 — Диплом за фільм «Весь світ в очах твоїх» — на Республіканському кінофестивалі у Кременчуці.[16]